# Шульга, Николай Васильевич
Николай Васильевич Шульга (24 ноября 1863 — 21 октября 1929, Москва) — русский военный деятель, генерал-лейтенант (не ранее 1916). 

## Биография
Родился в 1863 году. Образование: Полтавский кадетский корпус, Михайловское артиллерийское училище (выпуск 1883), Михайловская артиллерийская академия (по 1-му разряду). 
В период между обучением в училище и в академии служил офицером в 34-й артиллерийской бригаде, приданной пехотной дивизии того же номера.
В 1890-е и 1900-е годы служил на руководящих должностях на государственном Сестрорецком оружейном заводе (член комиссии по приёмке оружия, начальник мастерских). С 1904 года — полковник.
С 1909 по 1917 год — штаб-офицер, затем — генерал для поручений при генерал-инспекторе артиллерии. С 1913 года — генерал-майор. По состоянию на лето 1916 года был ещё генерал-майором. 
Имел все награды вплоть до Ордена Святой Анны 1-й степени (1916). 
После большевистской революции поступил на службу в РККА, военспец. В списках РККА указывался как «генерал-лейтенант старой армии» (мог быть произведён в этот чин в 1916—17 годах или ошибка). В годы Гражданской войны служил членом ГАУ РККА (Главное артиллерийское управление — структура, «унаследованная» от Русской императорской армии). 
В 1929 году проживал в Москве, служил в оружейно-пулемётном тресте, выполнявшим советские государственные заказы, главой научно-технического бюро. В ходе сталинской кампании против военспецов был в том же году арестован ОГПУ по стандартному сфальсифицированному обвинению в участии в «контрреволюционной организации».
Расстрелян в том же году, похоронен в общей могиле на Ваганьковском кладбище. Реабилитирован посмертно (1989).

## Семья
Младший брат (предположительно) — Пётр Васильевич Шульга (1875—?), полковник (1917), артиллерист, участник Первой мировой войны, Командир (с февраля 1917) 1-го дивизиона 3-й Заамурской артиллерийской бригады.

## Награды
- Орден Святой Анны 3 степени (1904)
- Орден Святого Станислава 2 степени (1908)
- Орден Святого Владимира 4 степени (1912)
- Орден Святого Владимира 3 степени (1915)
- Орден Святого Станислава 1 степени (1915)
- Орден Святой Анны 1 степени (1916)